# Yumenoshimapark

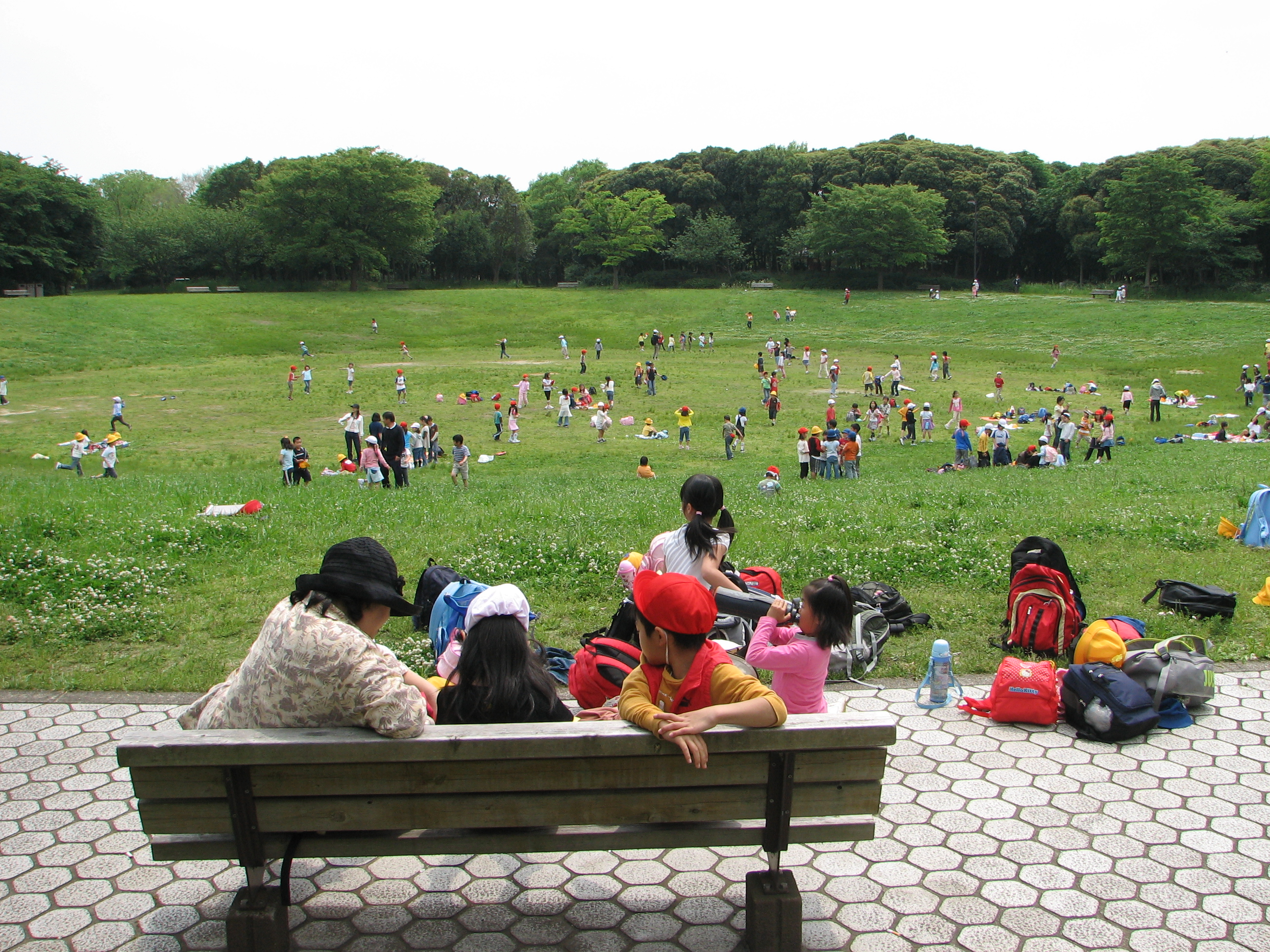
voormalige ligweide in het park (2008)

Het Yumenoshimapark (Japans: 夢の島公園, Yumenoshima Kōen) is een park op het gelijknamige eiland in de Japanse hoofdstad Tokio. Het ligt aan de Baai van Tokio en maakt bestuurlijk gezien deel uit van de wijk Koto. Het park werd geopend op 1 oktober 1978 en is dagelijks toegankelijk.
Het park beschikt onder meer over een botanische tropenkas, een sportcomplex en -stadion en een jachthaven. Daarnaast bevindt zich er een museum gewijd aan de Daigo Fukuryu Maru – een vissersboot wiens bemanning bij een Amerikaanse atoomproef op Bikini in 1954 radioactieve straling opliep. Voor de Olympische Spelen in 2020 wordt verder de baan voor het boogschieten in het park gebouwd.